# Kagyu
Il Kagyü, o Kagyupa (Wylie: bKa'-brgyud), il lignaggio della "Trasmissione Orale", è una delle quattro principali scuole del Buddismo tibetano, insieme a quelle Nyingmapa, Sakyapa, e Gelugpa. I Nyingmapa (che significa antico), si affermarono nell'VIII secolo quando il lamaismo divenne la religione dell'impero tibetano, a cui fece seguito il declino sia dell'impero che del buddismo, mentre i Kagyupa e le altre due scuole si formarono durante e dopo il rinascimento spirituale avvenuto nell'altopiano nell'XI secolo, e vengono pertanto definite Sarma (nuova trasmissione).
I metodi Kagyu furono insegnati dal Buddha Shakyamuni ad una cerchia molto ristretta di discepoli e furono successivamente trasmessi fino ad arrivare ai Mahāsiddha indiani Padmasambhava (Guru Rinpoche), Tilopa, Nāropā, Maitripa, ed ai famosi yogi tibetani Marpa (1012-1079) ed al suo allievo Milarepa (Mi-la-ras-pa, 1052-1135).
Il lavoro di traduzione degli insegnamenti dall'indiano al tibetano, compiuto da Marpa nell'XI secolo, fu uno degli elementi centrali della seconda diffusione del Buddismo nel Tibet, dopo quella che si era verificata nell'VIII secolo ad opera di Padmasambhava. Un grande contributo a tale rinascita fu dato dal suo contemporaneo, il bengalese Atisha, che ispirò la fondazione in Tibet della scuola Kadampa e dei relativi lignaggi, che si sarebbero tramandati fino a diventare fondamentali per la nascita della scuola Gelug nel XV secolo.
Tra i discepoli di Milarepa vi fu il monaco Gampopa (Sgam-po-pa, 1079-1153), che integrò gli insegnamenti Mahāmudrā di Tilopa con quelli Kadampa di Atisha, stabilendo in questo modo le basi della scuola Kagyu. Furono i suoi discepoli che fondarono le prime quattro scuole del lignaggio Kagyu:
- Karma Kagyü, conosciuta anche come Kamtsang Kagyu, fondata da Düsum Khyenpa (Dus-gsum Mkhyen-pa), il primo Gyalwa Karmapa. Il suo successore fu Karma Pakshi, che fu riconosciuto incarnazione del predecessore, dando così origine in Tibet al concetto di Tulku, secondo cui il capo spirituale del lignaggio sceglie in quale corpo reincarnarsi
- Barom Kagyu, fondata da Barompa Darma Wangchug
- Phagdru Kagyu, fondata da Pagmo Drupa Dorje Gyalpo
- Tsalpa Kagyu, fondata da Zangyu Dragpa Darma Drag (Zhang Rinpoche)

Il lignaggio Kagyu è basato sulla trasmissione orale, per cui esso si focalizza principalmente sulla pratica meditativa e sull'interazione con un maestro qualificato; con questi metodi è quindi possibile raggiungere la piena e diretta esperienza della natura della mente.
L'insegnamento centrale della scuola Kagyu è la Mahāmudrā, "Il Grande Sigillo". Questo insegnamento si focalizza su quattro principali stadi di pratica meditativa (I quattro Yoga della Mahamudra):
- Lo Yoga dell'Unico Punto: lo sviluppo della mente focalizzata su un punto.
- Lo Yoga del "trascendimento dell'elaborazione concettuale".
- Lo Yoga dell'Unico Sapore: la coltivazione della prospettiva che tutti i fenomeni abbiano un "unico sapore".
- Lo Yoga della "Non-meditazione": la fruizione del sentiero, che va oltre l'atto della meditazione.

Attraverso questi quattro stadi di sviluppo, lo studente consegue la perfetta realizzazione della Mahāmudrā.